# 镇南镇
镇南镇，是中华人民共和国贵州省遵义市务川仡佬族苗族自治县下辖的一个乡镇级行政单位。

## 行政区划
镇南镇下辖以下地区：
镇南社区、镇南村、同心村、桃符村、新阳村和泰坪村。